# Wilfred Johnson
Wilfred "Willie Boy" Johnson (29 de septiembre de 1935 - 29 de agosto de 1988) fue un mafioso estadounidense y un informante del FBI desde 1966 hasta 1985. Proporcionó al FBI, que le puso el nombre en clave de "Wahoo" por su herencia nativa americana, información relacionada con John Gotti y otros miembros de la familia criminal Gambino. Johnson era amigo del jefe del crimen Gambino, John Gotti.